# Dos mujeres y un hombre
Dos mujeres y un hombre, Dos mujeres, Dos mujeres riéndose de un hombre o Dos mujeres riéndose a mandíbula batiente es una de las Pinturas negras que formaron parte de la decoración de los muros de la casa —llamada la Quinta del Sordo— que Francisco de Goya adquirió en 1819. Esta obra ocupaba probablemente al lado derecho de la ventana de la pared del fondo de la planta alta según se accedía, junto con Hombres leyendo, que ocupaba el espacio a la izquierda de dicho muro.
El cuadro, junto con el resto de las Pinturas negras, fue trasladado de revoco a lienzo, a partir de 1873, por Salvador Martínez Cubells por encargo del barón Émile d’Erlanger, un banquero francés, que tenía intención de venderlos en la Exposición Universal de París de 1878. Sin embargo, las obras no atrajeron compradores y él mismo las donó, en 1881, al Museo del Prado, donde actualmente se exponen.

## Análisis
Aunque no está claro si los tres personajes que aparecen en el cuadro son hombres o mujeres, la crítica suele interpretar que aparecen dos mujeres (figura central y de la izquierda) mirando a un hombre de expresión bobalicona. Si bien se suele titular el cuadro como Mujeres riendo o bien Dos mujeres (o dos jóvenes) riéndose de un hombre, solo la del centro ríe; mientras que la de la izquierda, a la que no vemos completa, pues desbordaría su volumen los márgenes del cuadro, permanece seria y en un plano más discreto.
Habitualmente se interpreta que el que parece un hombre está masturbándose y podría incluso suponerse que es un loco o retrasado mental, al que contemplan curiosas y burlescas las mujeres. No se define tampoco ni la condición social de los personajes ni el marco que les rodea. Pudieran ser prostitutas (pues Goya las suele pintar por parejas), pero lo único que se puede decir es que visten ropas propias de las capas sociales más humildes.
El cuadro formaba pareja en la pared del fondo de la planta alta de la Quinta del Sordo con  Hombres leyendo, y los dos guardan semejanzas en cuanto a color, técnica e iluminación. Sumidos en un fondo oscuro, casi negro, destaca la blusa blanca de los personajes más protagonistas, en el caso que nos ocupa el del hombre con la boca abierta, expresión de bobo y ojos cerrados. Los dos cuadros, de formato vertical, contrastan con el resto de las pinturas de la planta alta, pues en general adoptan cielos azules y abiertos, fondos de nubes, paisajes e incluso, en el caso de Asmodea, un paisaje boscoso. En este sentido el estilo de esta obra guarda mayores semejanzas con el conjunto de la planta calle.